# أوغه هاريده
أوغه هاريده (Åge Hareide) (23 سبتمبر 1953 في النرويج – )؛ هو لاعب كرة قدم كان يلعب كمدافع. يلعب مع منتخب النرويج لكرة القدم منذ عام 1976.

## وصلات خارجية
- أوغه هاريده على موقع IMDb (الإنجليزية)

- أوغه هاريده على موقع الاتحاد الأوربي (الإنجليزية)
- أوغه هاريده على موقع اتحاد النرويج (النرويجية)
- أوغه هاريده على موقع قاعدة بيانات كرة القدم.إي يو (الإنجليزية)
- أوغه هاريده على موقع ناشيونال فوتبول تيمز (الإنجليزية)
- أوغه هاريده على موقع Soccerway.com (الإنجليزية)